# 无量山
无量山位于中国云南省境内，纵贯南涧、景东、镇沅、景谷等地。无量山主峰猫头山，位于景东县，海拔3306米，其他山峰还有背娃娃山等。无量山由石灰岩、砂岩等构成，有孔雀、白鹇等野生动物。金庸小说《天龙八部》的部分情节设定于无量山。

## 神秘動物
- 哀牢髭蟾

## 參看
- 饒定齊